# Bahnhof Mendig
Der Bahnhof Mendig ist ein Bahnhof in Mendig und wurde 1877 als Bahnhof Niedermendig erbaut. Er liegt an der Eifelquerbahn, die vom Bahnhof Andernach kommend bis hier zweigleisig ist und bis zum Bahnhof Gerolstein eingleisig weiterführt. Die einzige Weiche des Bahnhofs befindet sich westlich der Bahnsteiggleise kurz vor dem Bahnübergang Bahnstraße und hat die Weichenummer 23.
Das ehemalige Empfangsgebäude ist als Baudenkmal anerkannt.

## Bedienung
| Linie | Betreiber | Zuglauf                                                                             | Takt        |
| ----- | --------- | ----------------------------------------------------------------------------------- | ----------- |
| RB 23 | DB Regio  | Limburg – Diez – Bad Ems – Koblenz Hbf – Koblenz Stadtmitte – Andernach – Mayen Ost | Stundentakt |
| RB 38 | DB Regio  | Andernach – Miesenheim – Kruft – Mendig – Kottenheim – Mayen Ost – Kaisersesch      | Stundentakt |

Die Eifelquerbahn wird im Stundentakt von der Regionalbahn der Linie RB 38/23 Lahn-Eifel-Bahn ((Kaisersesch–Andernach–) Mayen Ost–Limburg) bedient. (Stand 2024)

## Kaiserbahnhof
Das Empfangsgebäude entstand 1877 nach einem Entwurf des Kölner Architekten Gustav Päffgen. Der sogenannte Kaiserbahnhof erhielt seinen Namen, weil Kaiser Wilhelm II. ihn als Ausgangspunkt für Besuche von Eifelmanövern benutzt haben soll. Nachgewiesen ist, dass er von dort mit einer Kutsche das Kloster Maria Laach besuchte. Es gilt als eines der schönsten historischen Gebäude in der Region um Mendig.
Die repräsentative Ausstattung zeigt die Bedeutung, die damals der Eisenbahn als Verkehrsmittel beigemessen wurde. Die Fassade weist hauptsächlich neugotische Stilelemente auf, das Bauwerk ist über eine zweiläufige Podesttreppe zugänglich. Die Geschosse sind durchlaufend mit Gesimsen gegliedert, die Gebäudekanten werden durch Eckquader betont.
Das restaurierte Gebäude wurde zum Wohn- und Bürohaus umgebaut. Es befindet sich im Privatbesitz.